# Renáta Czadernová
Renáta Czadernová (* 2. ledna 1985, Frýdek-Místek) je česká moderátorka, bývalá modelka a II. vicemiss České republiky 2006.

## Životopis
V letech 2000–2004 studovala na Gymnáziu Fr. Hajdy v Ostravě. V době studia na gymnáziu pracovala v Týdeníku Ostrava a v roce 2004 absolvovala stáž ve zpravodajství České televize, kde pracovala jako asistentka v pořadech Tak neváhej a toč a Bludiště. Poté studovala na Fakultě humanitních studií Univerzity Karlovy.
Na podzim 2005 se přihlásila do české soutěže krásy Miss České republiky 2006, kde získala titul II. vicemiss (vítězkou se stala Taťána Kuchařová). Poté reprezentovala Česko na mezinárodní soutěži krásy Miss Intercontinental 2006 na Bahamách, kde se ale neumístila. V roce 2006 se také stala redaktorkou/reportérkou pořadu Extra v televizní stanici Prima.
V roce 2007 začala moderovat Televizní noviny na TV Nova, kde tvořila dvojici s Pavlem Dumbrovským, poté s Kristýnou Kloubkovou a naposled s Petrem Suchoněm. Z důvodu mateřské dovolené ji v televizi od sklonku roku 2016 zastupovala Petra Svoboda. V květnu 2017 (po skončení mateřské) se vrátila na obrazovku.
V červenci 2010 se po šestileté známosti provdala za kameramana Davida Ochmana. Manželství bylo – po těžké manželské krizi – roku 2014 rozvedeno. Od té doby žije s jistým marketingovým podnikatelem. V roce 2016 se ji narodila dcera Adéla.